# Spyridium vexilliferum
Espèce
Spyridium vexilliferum est une espèce de plantes à fleurs de la famille des Rhamnaceae. C'est un buisson endémique d'Australie, présent de l'Australie-Méridionale, au Victoria, en Tasmanie et en Nouvelle-Galles du Sud .
Il atteint entre 0,3 et 0,9 mètre de hauteur et produit de petites fleurs blanches entre septembre et janvier dans son aire naturelle.
L'espèce est classée comme «rare» par la loi sur les TCP en Tasmanie.